# Ана Шаргић
Ана Шаргић (Ваљево, 1983) је српски модел. Била је победница Мис Југославије 2002. године, и последњи носилац те титуле.

## Биографија
Рођена је у Ваљеву. Данас живи у Уједињеним Арапским Емиратима, са супругом Резом Калантарианом и два сина. Била је номинована за ваљевску Личност године 2002.
Шаргићева је била званична представница своје земље на избору за Мис света 2002. одржаном у Лондону, Велика Британија, где се пласирала као једна од 20 најбољих полуфиналисткиња такмичења.